# Proteine plasmatiche

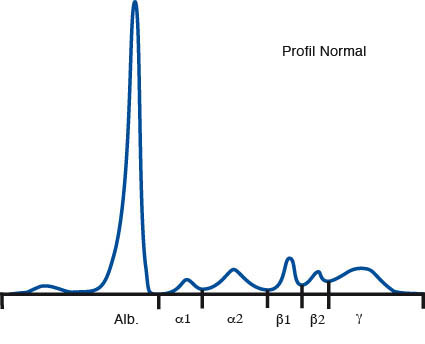
Profilo elettroforetico normale delle proteine plasmatiche.

Le proteine plasmatiche, o sieroproteine, sono le proteine che si trovano disciolte nel plasma, la componente liquida del sangue, ad una concentrazione media di circa 6-7 g/dl.
Le proteine plasmatiche ricoprono numerose funzioni biologiche:
- Trasporto di molecole lipofile, ferro e altre sostanze: albumina, transferrina
- coagulazione del sangue: fibrinogeno, protrombina e altri fattori della coagulazione minori
- Funzioni enzimatiche: α1-antitripsina, antitrombina
- Funzioni immunologiche: immunoglobuline
- Funzioni endocrine: ormoni proteici

Esse, inoltre, determinano la pressione colloiodo-osmotica del plasma, fondamentale per il mantenimento dei liquidi all'interno dello spazio vascolare.

## L'elettroforesi delle proteine
L'elettroforesi consente di separare le diverse proteine contenute nel plasma; in base alla velocità di migrazione elettroforetica, esse possono essere così classificate:
| Proteina plasmatica | Livello normale | %      | Descrizione |
| ------------------- | --------------- | ------ | --- |
| Albumina            | 3.6-4.9 g/dl    | 55-65% | trasporta numerose sostanze, fra cui il colesterolo, gli acidi grassi liberi e il calcio e rende ragione di oltre l'80% dell'intera pressione oncotica del plasma. |
| α1-globuline        | 0.2-0.4 g/dl    | 2-5%   | α1-antitripsina |
| α2-globuline        | 0.4-0.8 g/dl    | 7-11%  | α2-macroglobulina, aptoglobina, ceruloplasmina |
| β-globuline         | 0.6-1.0 g/dl    | 9-13%  | transferrina, β2-microglobulina |
| γ-globuline         | 0.9-1.4 g/dl    | 14-20% | rappresentano gli anticorpi, proteine fondamentali del sistema immunitario                                                                                         |

Il fibrinogeno non è presente nel profilo elettroforetico poiché quest'ultimo si riferisce alle proteine del siero, che è appunto plasma privato del fibrinogeno.
Esso rappresenta comunque una quota importante delle proteine plasmatiche, ammontando la sua concentrazione normale a ca. 0.2-0.4 g/dl.